# 帯広畜産大学
帯広畜産大学（おびひろちくさんだいがく、英語: Obihiro University of Agriculture and Veterinary Medicine）は、北海道帯広市に本部を置く国立大学である。略称は畜大（ちくだい）、帯畜（おびちく）。
国立大学法人北海道国立大学機構が運営する、国立大学唯一の畜産系単科大学である。

## 概要

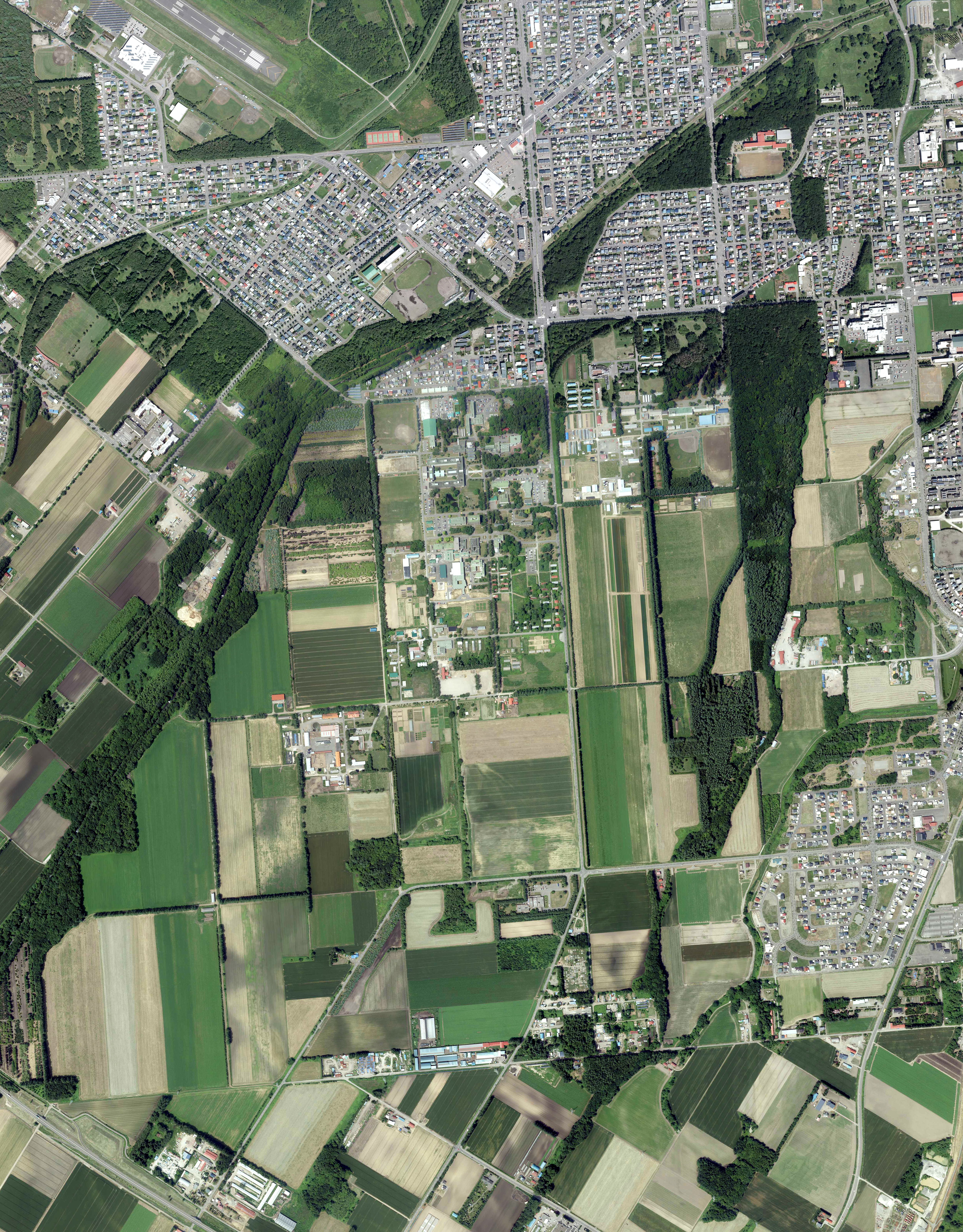
帯広畜産大学周辺の空中写真。2016年8月24日撮影の6枚を合成作成。。

1941年（昭和16年）に設置された帯広高等獣医学校を起源として開学。日本を代表する食料生産基地である北海道十勝地方に立地し、これまで獣医や畜産を中心とする食料生産・流通の幅広い領域に多くの専門職業人を送り出してきた。
小規模大学の特性を生かした「教員と学生の距離が近い教育」とともに、 広大な「畜産フィールド科学センター」（旧附属農場）の設備や地域の食料生産環境に立脚した、現場重視、実習中心の職業人教育を特色としている。また、国際協力機構 (JICA) と連携した国際協力教育の取組は2005年度現代的教育ニーズ取組支援プログラム（現代GP）に採択されている。また、牛海綿状脳症 (BSE) の国内発生時、国内唯一の検査研究機関であった。
学部学生数1,139人、大学院学生数206人、計1,345人（うち留学生数70人）、教員数129人（2023年5月現在）。
2020年（令和2年）、日本酒に関わる人材育成のため上川大雪酒造が大学のキャンパス内に酒蔵を開設した。

## 沿革
- 1941年（昭和16年）- 帯広高等獣医学校設置。
- 1944年（昭和18年）- 帯広獣医畜産専門学校に改称。
- 1946年（昭和21年）- 帯広農業専門学校に改称。
- 1949年（昭和24年）- 新制大学の帯広畜産大学（畜産学部獣医学科、酪農学科）に移行。
- 1953年（昭和28年）- 畜産学部に総合農学科増設。
- 1961年（昭和36年）- 畜産学部に農産化学科増設。
- 1963年（昭和38年）- 畜産学部に農業工学科増設。
- 1964年（昭和39年）- 畜産学部に草地学科増設。
- 1966年（昭和41年）- 畜産学部総合農学科廃止。
- 1967年（昭和42年）- 大学院修士課程開設（畜産学研究科獣医学専攻、酪農学専攻、農産化学専攻）。
- 1969年（昭和44年）- 大学院修士課程畜産学研究科に草地学専攻、農業工学専攻増設。
- 1972年（昭和47年）- 畜産学部に畜産経営学科増設。
- 1974年（昭和49年）- 畜産学部に畜産環境学科増設。
- 1976年（昭和51年）- 大学院修士課程畜産学研究科に畜産経営学専攻増設。
- 1978年（昭和53年）- 大学院修士課程畜産学研究科に畜産環境学専攻増設。畜産学部 酪農学科を畜産学部 家畜生産科学科に改組。
- 1982年（昭和57年）- 大学院修士課程畜産学研究科酪農学専攻を家畜生産科学専攻に改組。
- 1990年（平成2年）- 岐阜大学大学院連合獣医学研究科に構成大学として参加。畜産学研究科獣医学専攻廃止。獣医学科を除く畜産学部の全学科を畜産管理学科、畜産環境科学科、生物資源化学科の三学科に改組。
- 1994年（平成6年）- 岩手大学大学院連合農学研究科に構成大学として参加。大学院修士課程 畜産学研究科 全専攻を畜産管理学専攻、畜産環境科学専攻、生物資源化学専攻の三専攻に改組。
- 1997年（平成9年）- 畜産学部 生物資源化学科を生物資源科学科に改組。
- 2000年（平成12年）- 全国共同利用施設原虫病研究センターを設置。
- 2001年（平成13年）- 大学院修士課程生物資源化学専攻を生物資源科学専攻に。
- 2002年（平成14年）- 獣医学科を除く畜産学部 全学科を畜産科学科に改組。大動物特殊疾病研究センターを設置。
- 2004年（平成16年）- 国立大学法人帯広畜産大学の設置。大学院修士課程 畜産学研究科に畜産衛生学独立専攻を設置。
- 2006年（平成18年）- 大学院博士課程畜産衛生学専攻を設置。修士課程畜産衛生学専攻は博士前期課程に。
- 2008年（平成20年）- 畜産学部獣医学科を獣医学課程に、畜産科学科を畜産科学課程に改編。
- 2012年（平成24年）- 畜産学部と北海道大学獣医学部との共同獣医学課程を設置。
- 2018年（平成30年）
  - 大学院修士課程3専攻及び博士前期課程1専攻の全てを博士前期課程「畜産科学専攻」1専攻に統合。大学院博士後期課程1専攻を3年制の博士後期課程畜産科学専攻と4年制の博士課程獣医学専攻の2専攻に改組。
  - 岩手大学大学院連合農学研究科の構成大学から離脱、岐阜大学大学院連合獣医学研究科の博士課程を解消。
- 2019年（令和元年）6月12日 - 農業・食品産業技術総合研究機構（農研機構）と連携協定を締結[4]。
- 2020年（令和2年）5月28日 - 大学構内に酒蔵「碧雲蔵」が完成[5]。
- 2022年（令和4年）- 小樽商科大学、北見工業大学との法人統合により、北海道国立大学機構の運営となる[6]。

## 基礎データ

### 組織

#### 学部
- 畜産学部
  - 共同獣医学課程（6年制）
    - 獣医学ユニット

  - 畜産科学課程（4年制） 学生は、入学時に専門分野を決定せず、基盤教育、共通教育を受けた後に各ユニットに所属して展開教育を受ける（「アドバンス制教育課程」）[7]。
    - 家畜生産科学ユニット
    - 環境生態学ユニット
    - 食品科学ユニット
    - 農業経済学ユニット
    - 農業環境工学ユニット
    - 植物生産科学ユニット

- 動物医療センター

#### 大学院
- 畜産学研究科
  - 畜産科学専攻（博士前期課程）
  - 畜産科学専攻（博士後期課程・3年制）
  - 獣医学専攻（博士課程・4年制）

#### 研究域
教員は研究域の各部門、または共同施設に所属する。
- 獣医学研究部門
  - 基礎獣医学分野
    - 形態学系
    - 機能学系
    - 応用獣医学系

  - 臨床獣医学分野
    - 伴侶動物獣医療学系
    - 産業動物獣医療学系
- 生命・食料科学研究部門
  - 家畜生産科学分野
    - 生命科学系
    - 生産管理学系

  - 食品科学分野
    - 食品加工利用学系
    - 食品機能学系
- 環境農学研究部門
  - 環境生態学分野
    - 環境生態学系

  - 農業経済学分野
    - 農業経済学系

  - 農業環境工学分野
    - 農業環境工学系

  - 植物生産科学分野
    - 植物生産科学系
- 人間科学研究部門
  - 自然科学・体育学分野
    - 自然科学・体育学系

  - 人文社会・言語科学分野
    - 人文社会学・言語科学系

### 教育研究支援組織

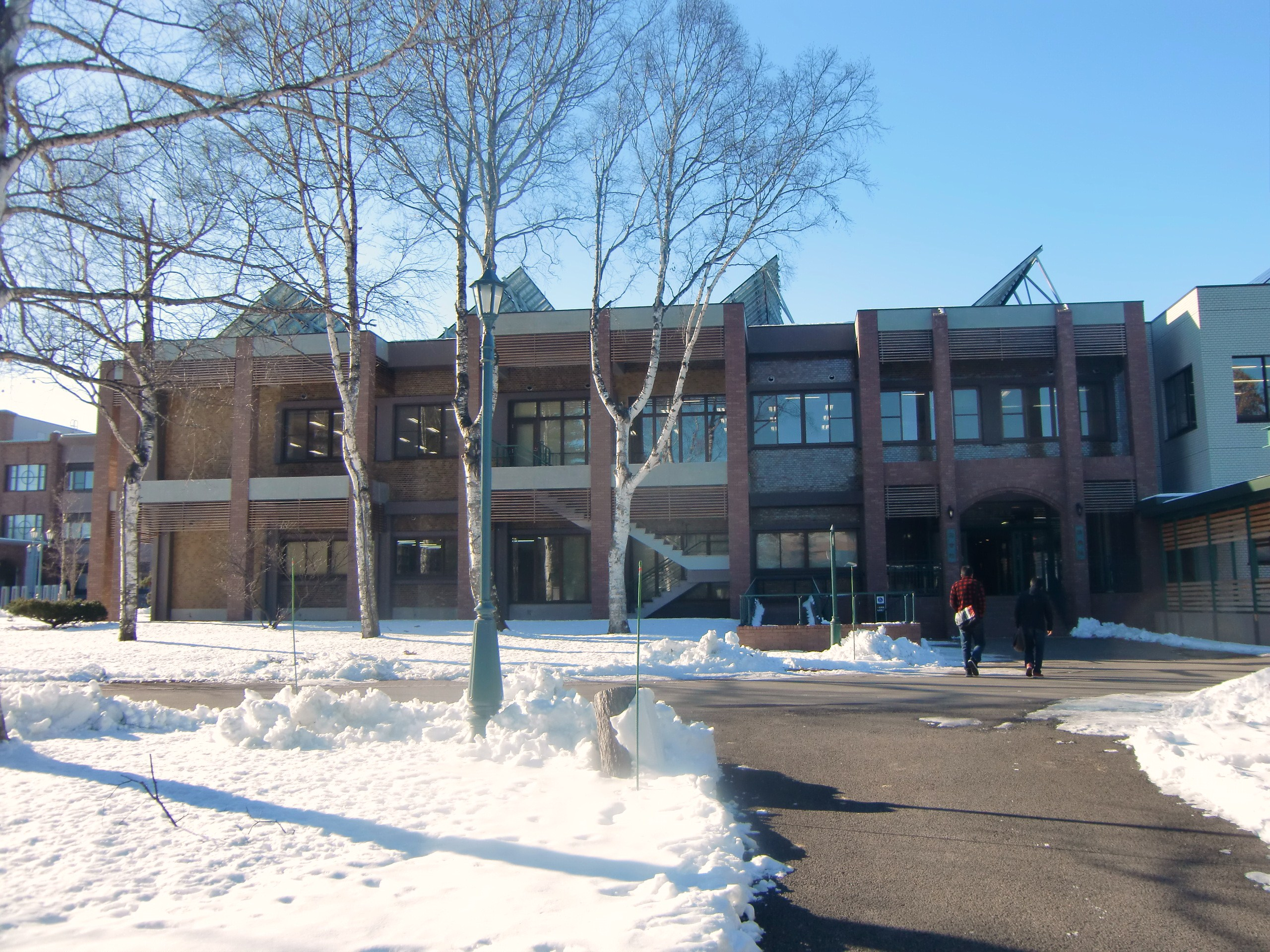
附属図書館
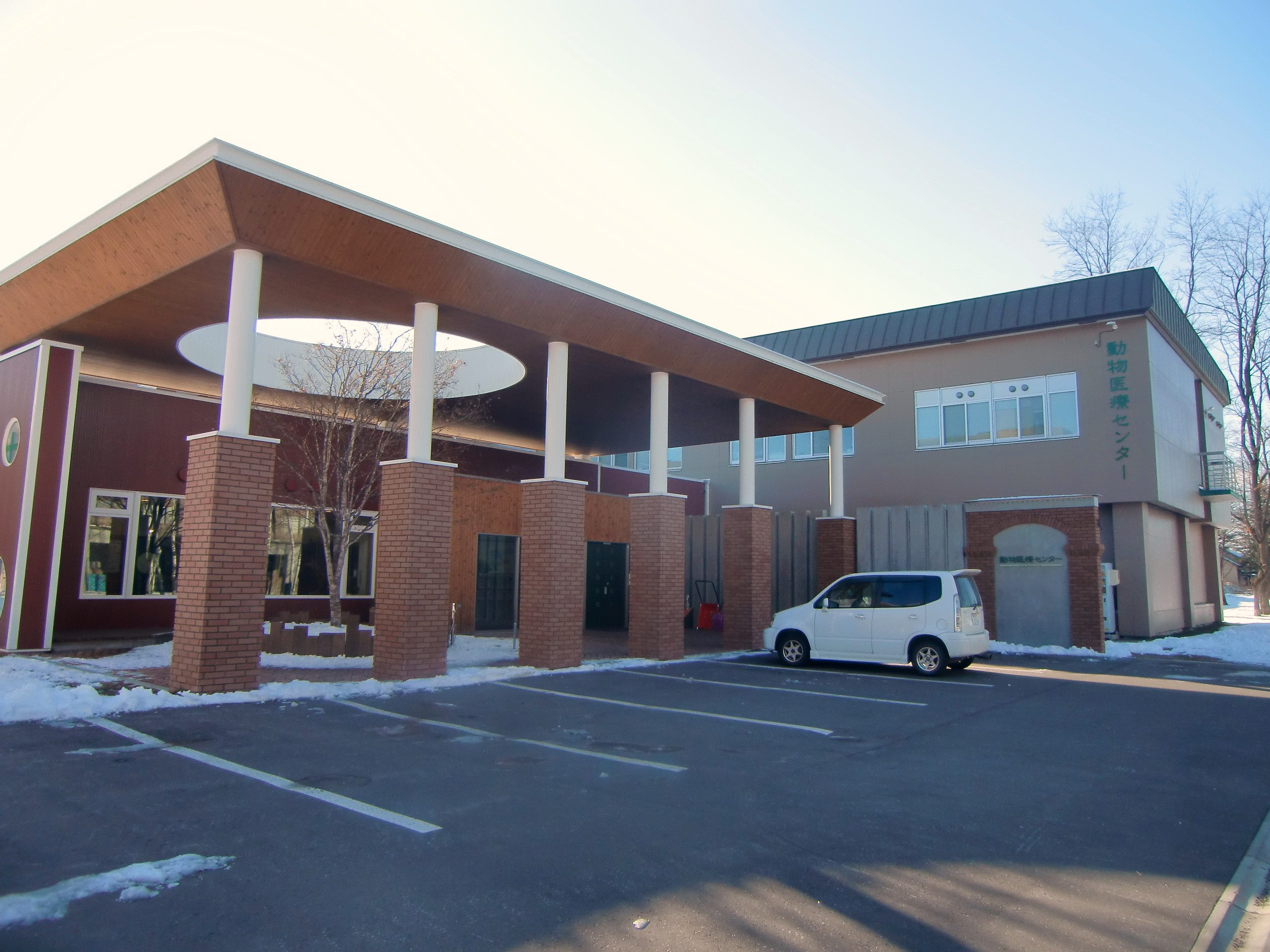
保健管理センター
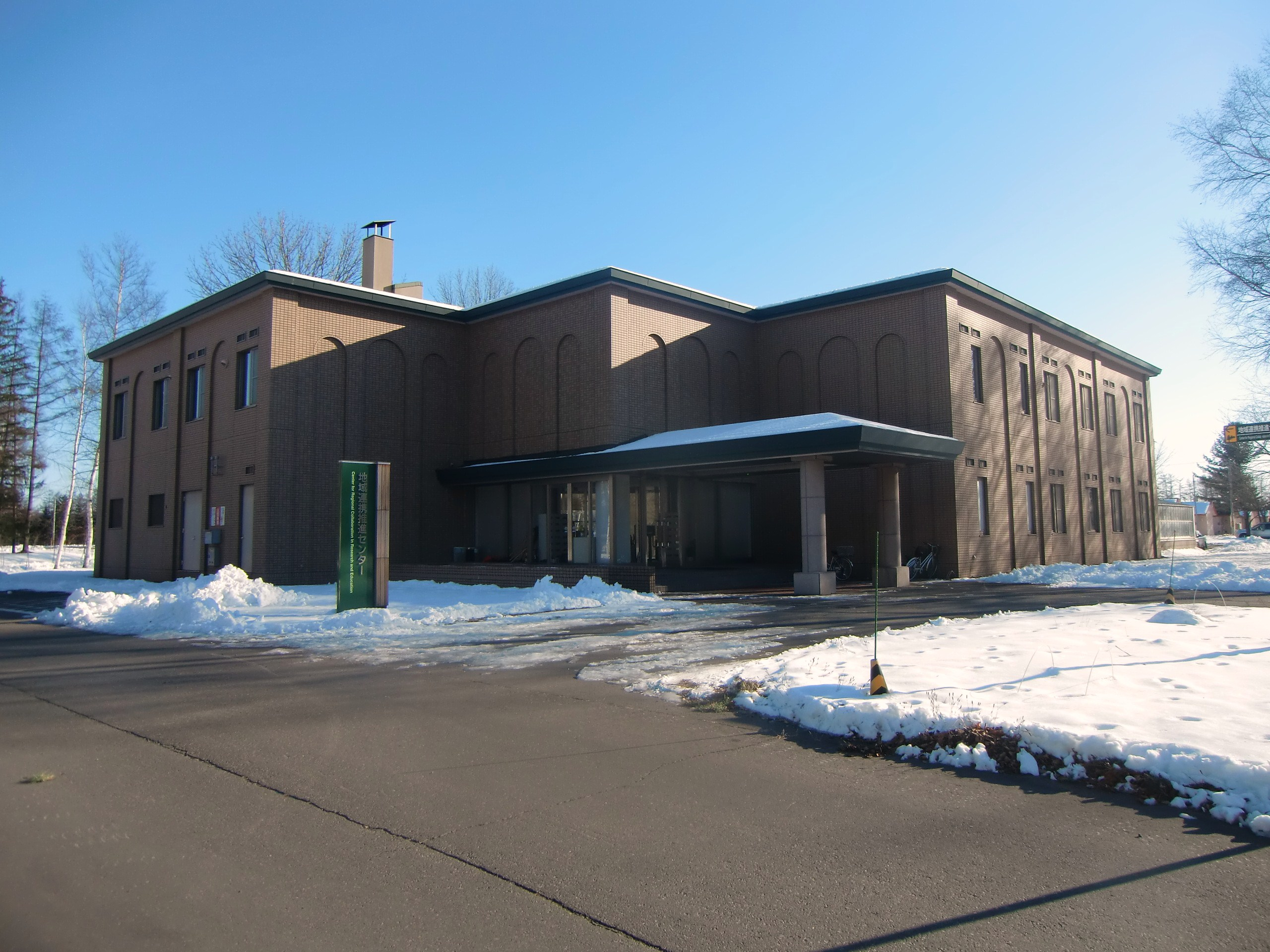
大学教育センター（旧学部教育センター）
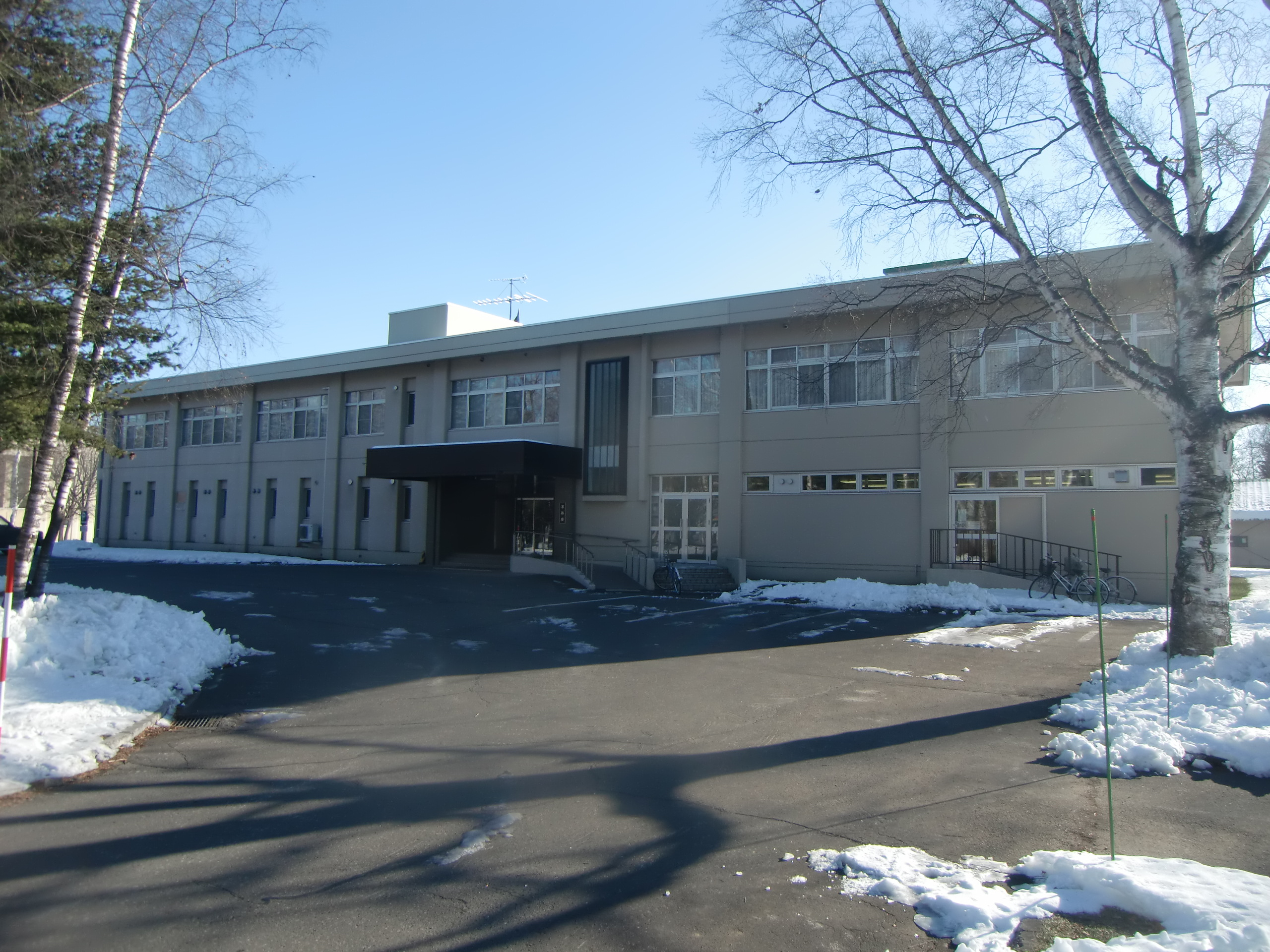
イングリッシュ・リソース・センター

以下すべて2011年12月撮影。
- 附属図書館
- 動物医療センター
- 地域連携推進センター
- 本部棟

- 大学情報分析室

- 実験動物施設管理室

### 技能教育組織

#### 別科
- 酪農専修

農業経営を志す者に対して2年間畜産学の基礎教育を行い、農業後継者を育成する。なお、別科学生は畜産学部への編入を認められていない。

## 教育プログラム

#### 単位互換協定
- 放送大学学園と単位互換協定を結んでおり、放送大学で取得した単位を卒業に要する単位として認定することができる[8]。

#### 特色ある大学教育支援プログラム（特色GP）
- 2006年 -「全学農畜産実習」を通じた総合的導入教育

#### 質の高い大学教育推進プログラム（教育GP）
- 2008年 - 大動物総合臨床獣医学教育プログラム

#### 学際教育プログラム
- 2018年度入学者以降

国際教育プログラム
大学院進学プログラム
動物医科学コース進学プログラム
スマート農畜産業プログラム

## 研究プログラム

### プログラム

#### 21世紀COEプログラム
- 2002年 - 生命科学
  - 動物性蛋白質資源の生産向上と食の安全確保（特に原虫病研究を中心として）

#### グローバルCOEプログラム
- 2008年 - 学際、複合、新領域
  - 「アニマル・グローバル・ヘルス」開拓拠点

### 研究センター

#### 国際共同研究推進施設
- グローバルアグロメディシン研究センター

#### 共同利用・共同研究拠点
- 原虫病研究センター（旧原虫病分子免疫研究センター）

#### 学内共同教育研究施設
- 産学連携センター（旧地域連携推進センター）
- 畜産フィールド科学センター（旧附属農場） 学内で飼育されている乳牛のみから「うしぶ。」が搾乳した「畜大牛乳」を大学生協で販売しており、生活協同組合コープさっぽろへも出荷している。

- 動物医療センター
- 動物・食品検査診断センター（旧大動物特殊疾病研究センター）
- 農学情報基盤センター（旧情報処理センター）

## 学生生活

### クラブ・サークル活動
- うしぶ。

ISO22000認証を取得しているフィールド科学センター（FSC）で毎日『畜大牛乳』の元となる生乳を搾っている。部員は、学生ではあるが、大学の非常勤職員として責任ある仕事を任されている。搾乳した生乳の一部は、学内の乳製品工場でパック詰めされ、「畜大牛乳」や「畜大牛乳アイスクリーム」に加工され、大学生協や北海道内各地のスーパーなどで販売されている。

### 行事

#### 大学祭
例年10月～11月頃に大学祭として「畜大祭」を開催している。「畜大祭実行委員会」が中心となって取り組んでいる。

#### 寮祭
6月中旬に開催される。寮祭ではチャリティバザーも行われる。

### スポーツ

#### 北海道地区大学体育大会
北海道地区の国公私立大学及び短期大学20校が加盟する北海道地区大学体育協議会が主催する総合体育大会。通称「地区体」。国立大学の持ち回り当番により、通常7月上旬に11種目の全体日程が組まれて1000人規模で行われる。

#### 東北海道国立三大学体育大会
帯広畜産大学、北海道教育大学釧路校、北見工業大学の三大学間で5月下旬に行われる。通称「道三」。三校の学生が友情と親睦を深める機会となっている。

### 寮
学生寮は5階建て。1階の食堂など共用エリアを除いて男女別の居住区分けがある。定員302人（女子158人・男子144人）。各1人部屋。

### 学生運動
かつて学生運動が盛んな時期もあった。1969年には講義棟や図書館が学生によるバリケードで封鎖される出来事もあった。バリケードは同年12月15日、大学側の出動要請を受けた機動隊により排除されている。

## 大学関係者と組織
- 帯広畜産大学の人物一覧